# Liste des archevêques d'Abidjan
Liste des archevêques d'Abidjan
(Archidioecesis Abidianensis)
La préfecture apostolique de Côte d'Ivoire est créée le 28 juin 1895, par détachement de celle de Côte de l'Or et confiée aux missionnaires français de la Société des missions africaines.
Elle est érigée en vicariat apostolique le 17 novembre 1911.
Ce dernier change de dénomination le 9 avril 1940 pour devenir le vicariat apostolique d'Abidjan.
Il est érigé en archevêché le 14 septembre 1955.

## Préfet apostolique
- 28 juin 1895-18 janvier 1910 : siège vacant
- 18 janvier 1910-17 novembre 1911 : Jules Moury, SMA (Jules Joseph Moury), préfet apostolique de Côte d'Ivoire.

## Les vicaires apostoliques
- 17 novembre 1911-† 29 mars 1935 : Jules Moury SMA (Jules Joseph Moury), promu vicaire apostolique de Côte d'Ivoire.
- 9 décembre 1935-† 8 juillet 1938 : François Person SMA, vicaire apostolique de Côte d'Ivoire.
- 15 mars 1939-14 septembre 1955 : Jean-Baptiste Boivin SMA, vicaire apostolique de Côte d'Ivoire puis vicaire apostolique d'Abidjan (9 avril 1940).

## Les archevêques
- 14 septembre 1955-10 juin 1959 : Jean-Baptiste Boivin SMA, promu archevêque.
- 5 avril 1960-19 décembre 1994 : cardinal (2 février 1983) Bernard Yago
- 19 décembre 1994-2 mai 2006 : cardinal (21 février 2001) Bernard Agré
- 2 mai 2006-20 mai 2024 : cardinal (22 février 2014) Jean-Pierre Kutwa
- depuis le 20 mai 2024 : cardinal (7 décembre 2024) Ignace Bessi Dogbo

## Sources
- L'ANNUAIRE PONTIFICAL, sur le site http://www.catholic-hierarchy.org, à la page